# Chevy Chase Section Three
Le village de Chevy Chase Section Three est située dans le comté de Montgomery, dans l’État du Maryland, aux États-Unis. Sa population s’élevait à 802 habitants lors du recensement de 2020.